# パルテノンモード
パルテノンモードは、かつてプロダクション人力舎で活動していた日本のお笑いコンビ。2024年11月25日解散。

## メンバー
宮治 慎吾（みやじ しんご、1990年12月3日（34歳）- ）
ツッコミ（場合によってはボケ）・ネタ作り担当。
愛知県瀬戸市出身、名古屋市立大学人文社会学部人間科学科卒業。
身長174 cm、体重57 kg。血液型はO型。BWHはそれぞれ89・79・92。足26.5 cm、頭55 cm、ネック35 cm、股下76 cm、肩幅42 cm。
趣味はポケモン（カード・ゲーム）、アニメ（ラブコメ・日常系・泣けるもの）、恋愛アドベンチャーゲーム、ホロライブ。
特技は作詞作曲、ギター弾き語り（かつてはシンガーソングライターとして活動）、ポケモンカードあるある、ジェンガ。
小学生時代に「やまちゃん」という親友と夏休みの自由研究で品川庄司について取り上げ、それを基に漫才を披露したりするなど昔から芸人に憧れていた。
俳優の佳久創と「ピグマリオンコウカ」としてM-1グランプリに出場経験がある。
「パルテノンみやじ」としてYouTube・TikTokアカウントを開設し、ポケカあるある・ポケットモンスターの動画投稿や生配信を行っている。

小野 龍一（おの りゅういち、1995年7月7日（30歳）- ）
ボケ（場合によってはツッコミ）担当。
栃木県宇都宮市出身、国士館大学経営学部卒業。
身長172 cm、体重60 kg。血液型はAB型。 BWHはそれぞれ84・73・91。足27 cm、頭56 cm、ネック35 cm、股下74 cm、肩幅46 cm。
趣味はバンドリ! ガールズバンドパーティ!（スマホゲーム）ランク156、料理（特にパスタ）、自分が使いこんだデニムや革製品の手入れ（年間デニムしか履かない）、ゲーム（RPGや対戦系）、ジェンガ。
特技はバンドリ関連に詳しい事、パスタ作り（ソースから）、野球（小中高やっていた）、磯部磯兵衛物語に詳しい事（全巻所持）。
小学生時代に大事な野球の試合で負け落ち込んでいた際、イロモネアに出演していたゴー☆ジャスのネタを観たのをきっかけにお笑いに興味を持ち始めた。

## 来歴・芸風
スクールJCA27期出身によるコンビ。養成所内にて行われた相方探しイベントで出会い、初対面でありながらアルコ&ピースのラジオ番組の話で意気投合。宮治は当初その場に居合わせていた他の女性芸人と組みたいと思っていたが断られ、第二希望であった小野に声を掛けるも「他に組みたい人がいる」と続けて断られてしまう。その後、様々な行き違いを経て「やっぱり組もう」といった形で2018年6月結成。
2019年、キングオブコントにてデビュー1年目ながら準々決勝まで進出。2021年には第6回白黒-1グランプリにて決勝進出を果たした。
漫才・コント両方を演じ、持ちネタの1つに宮治が恋愛シミュレーションゲームでの脇役に扮したショートネタがある。
2024年11月20日、プロダクション人力舎の公式X（旧：Twitter）アカウントにて解散する事を発表。11月25日に新宿バッシュ!!にて開催のライブ「キモ・クレッシェンド寄席」がパルテノンモードとしての最後の舞台となった。小野は所属事務所を退所し、宮治は今後も芸人活動を継続する。その後、宮治は自身の公式Xアカウントにて同年12月27日に所属事務所を離れフリーで活動していく事を発表した。

## 賞レース戦績

### M-1グランプリ
| 年度（回）       | 結果      | No.  | 備考                   |
| ---------------- | --------- | ---- | ---------------------- |
| 2018年（第14回） | 1回戦敗退 | 2799 | 養成所時代にエントリー |
| 2019年（第15回） | 2回戦進出 | 1289 |                        |
| 2020年（第16回） | 1回戦敗退 | 2376 |                        |
| 2021年（第17回） | 2回戦進出 | 1039 |                        |
| 2022年（第18回） | 2回戦進出 | 315  |                        |
| 2023年（第19回） | 2回戦進出 | 723  |                        |
| 2024年（第20回） | 2回戦進出 | 823  |                        |

### その他
- 2018年 ウェスタ川越 KOEDO お笑いグランプリ vol.4 優勝[2] ※養成所時代
- 2018年 キングオブコント 2回戦進出[13] ※養成所時代
- 2019年 キングオブコント 準々決勝進出[5]
- 2021年 第6回白黒-1グランプリ 決勝進出
- 2022年 第1回お笑いゲームネタNo.1決定戦 ゲームネタグランプリ 本戦進出

## 出演

### テレビ
- マチコミ（テレ玉、2018年11月12日）[14] ※養成所時代
- 勇者ああああ〜ゲーム知識ゼロでもなんとなく見られるゲーム番組〜（テレビ東京、2020年2月21日）※宮治のみ
- ネタパレ（フジテレビ、2020年10月23日・2021年1月1日・1月8日）
- 白黒アンジャッシュ（チバテレ、2021年12月21日・12月28日・2022年8月9日）
- としまNEWS（としまテレビ、2022年4月 - ）[15] ※レギュラー出演
- どこかで見たことある雰囲気バラエティー! #っぽいネタ（中京テレビ、2022年1月3日）
- 多数派発見バラエティ ドマンナカ（フジテレビ、2022年9月17日）
- スクール革命!（日本テレビ、2024年5月19日）[16]

### ラジオ
- マイナビ Laughter Night（TBSラジオ、2019年09月20日[17]・2021年2月5日[18]・2022年1月7日[19]）

### ライブ
- バカ爆走!（事務所ライブ、新宿Fu-）
- どっきん!（事務所ライブ、新宿バティオス）
- ルミナ（事務所ライブ、シアターマーキュリー新宿）
- もてあそばれる21組のネタライブ「審査委員長は真空ジェシカ」（2022年8月25日、渋谷さくらホール）[20]
- 第3回バカ爆杯 ～決勝戦～（2023年4月1日、新宿Fu-）[21]
- 出囃子漫才対策ライブ2023（2023年6月4日、なかの芸能小劇場）[22]
- もてあそばれる24組のネタライブ「審査委員長は真空ジェシカ2」（2023年9月14日、渋谷さくらホール）[23]
- 誰もボケない平場でパルテノンモード宮治が100回ツッコむライブ（2024年5月28日、高円寺ジュンジョー）
- 夏ネーター2024 ～とれたてピーチパイン編～（2024年8月21日、渋谷さくらホール）[24]
- キモ・クレッシェンド寄席（2024年11月25日、新宿バッシュ!!）

### 同期ライブ
- 海りんご味（2019年、中野Vスタジオ ほか）※6月～11月まで毎月開催
- 印象派（2019年8月11日・10月14日・12月28日・2020年2月24日、中野440スタジオ ほか）
- 福禄屋。（2020年7月19日、中野Vスタジオ）

### ユニットライブ
- パルテノンウキョウ（2019年10月25日・12月25日・2020年2月14日、しもきたDAWN）[25]
  - 不定期で開催された、パルテノンモード・ウキョウのツーマンライブ。
- 異端なスター道（事務所ライブ、新宿ハイジアV-1）
  - 2021年5月からプロダクション人力舎が開催している、入れ替え制の漫才ユニットライブ。
- 十二組の売れたい若手たち（2021年・2022年、しもきたDAWN ほか）
  - 2021年から2022年にかけ開催された、パルテノンモード・金魚番長・高田ぽる子・ハマノとヘンミら12組の芸人によるユニットライブ。
- 休憩室 ～パルテノンモードと小虎が色々する60分～（2022年・2023年・2024年、新宿Fu-）
  - 2022年1月から2024年11月にかけて計30回開催された、パルテノンモード・小虎のツーマンライブ。
- 二足の草鞋（2022年、新宿ハイジアV-1 ほか）
  - 2022年4月から7月にかけ毎月開催された、パルテノンモード・おおぞらモード・燻製・サービスエリア・センチネルによるユニットライブ。
- おなかいっぱいライブ（2024年、オープンベース渋谷）
  - 2024年6月から開催されている、パルテノンモード・薫るパトリシア・きつね日和・サイヤング・せからし会・ひらおか族・ボシマックスによるユニットライブ。